# Chiesa del Sacro Cuore ai Villaggi
La chiesa del Sacro Cuore ai Villaggi è una chiesa di Pontedera.
È una chiesa moderna, eretta nel secondo dopoguerra per rispondere alle rinnovate esigenze parrocchiali del villaggio Piaggio, in sostituzione della vecchia chiesetta posta al centro del villaggio stesso. Dal precedente oratorio proviene la statua lignea del Sacro Cuore di Mario Bertini, del 1954.
Attualmente è retta da don Angelo Cuter.